# Draco boschmai
Draco boschmai là một loài thằn lằn trong họ Agamidae. Loài này được Hennig mô tả khoa học đầu tiên năm 1936.